# Fontenay-le-Marmion
Fontenay-le-Marmion är en kommun i departementet Calvados i regionen Normandie i norra Frankrike. Kommunen ligger i kantonen Bourguébus som ligger i arrondissementet Caen. År 2022 hade Fontenay-le-Marmion 2 040 invånare.

## Befolkningsutveckling
Antalet invånare i kommunen Fontenay-le-Marmion
Referens: INSEE